# Дудаев, Ислам Лечиевич
Ислам Лечиевич Дудаев (род. 15 января 1995, Чечня) — российский и албанский борец вольного стиля, бронзовый призёр летних Олимпийских игр 2024 года, чемпион Европы 2024 года, бронзовый призёр чемпионата России, призёр первенств мира среди молодёжи, победитель и призёр всероссийских и международных турниров, мастер спорта России (2017).

## Карьера
На внутрироссийских соревнованиях представлял Чечню. Выступает в лёгкой весовой категории (до 65 кг). Тренируется под руководством Заслуженных тренеров Чечни Умара Сулейманова и Вахида Хусанова.
В сентябре 2021 года принял спортивное гражданство Албании.
На Олимпиаде в Париже в первой схватке в 1/8 финала Дудаев победил представителя Самоа Гаку Акадзава (10:0), но проиграл следующую схватку иранцу Рахману Амузаду. В утешительной серии следующим соперником Дудаева должен был стать американец Зеин Ризерфорд, но последний не вышел на схватку из-за травмы. В схватке за бронзовую медаль Дудаев победил Исмаила Мусукаева, представлявшего Венгрию (13:12).
На чемпионате Европы 2025 года в Братиславе был заявлен в категории до 70 кг, но заболел и не вышел на ковёр.

## Спортивные результаты
- Чемпионат России по вольной борьбе 2017 — ;
- Первенство мира среди молодёжи 2017 — ;
- Мемориал Али Алиева 2018 — ;
- Турнир на призы Александра Медведя 2018 — ;
- Первенство мира среди молодёжи 2018 — ;
- Турнир на призы Александра Медведя 2019 — ;
- Чемпионат Европы по борьбе 2022 — ;
- Средиземноморские игры 2022 — ;
- Чемпионат Европы по борьбе 2024 — .

## Личная жизнь
В декабре 2024 года женился.